# 勒普莱西欧布瓦
勒普莱西欧布瓦（法語：Le Plessis-aux-Bois，法語發音：[lə plɛsi o bwa] ⓘ）是法国塞纳-马恩省的一个市镇，属于莫城区。

## 地理
勒普莱西欧布瓦（49°0'10"N, 2°46'7"E）面积3.41 平方千米，位于法国法蘭西島大區塞纳-马恩省，该省份为法国北部内陆省份，北起瓦兹省，西接埃松省、马恩河谷省、塞纳-圣但尼省和瓦兹河谷省，南至卢瓦雷省，东南接约讷省，东临马恩省和奥布省，东北接埃纳省。
与勒普莱西欧布瓦接壤的市镇（或旧市镇、城区）包括：屈西、伊韦尔尼、蒙热昂戈埃勒、勒普莱西莱韦克、维勒鲁瓦、维南特。

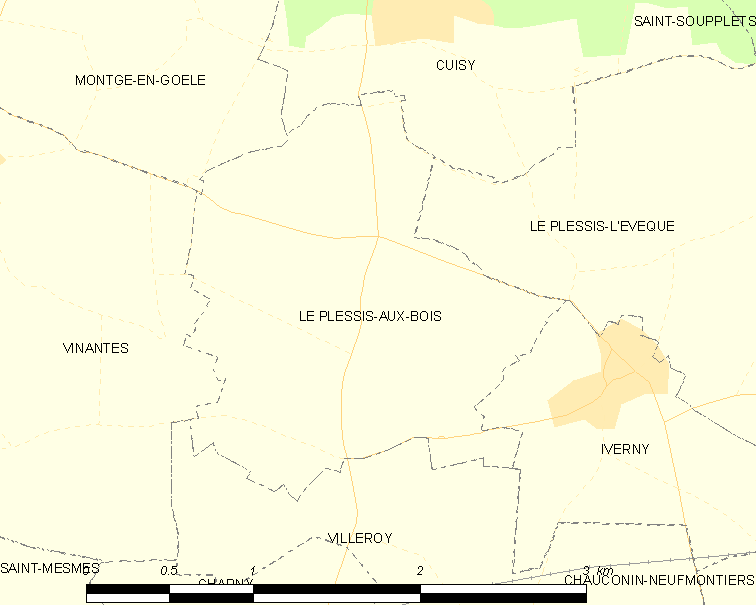
勒普莱西欧布瓦的OSM定位图

勒普莱西欧布瓦的时区为UTC+01:00、UTC+02:00（夏令时）。

## 行政
勒普莱西欧布瓦的邮政编码为77165，INSEE市镇编码为77364。

## 政治
勒普莱西欧布瓦所属的省级选区为克莱-苏伊县。

## 人口

1962-2008年间勒普莱西欧布瓦人口变化图示

勒普莱西欧布瓦于2022年1月1日时的人口数量为255人。